# Lot 50 (Île-du-Prince-Édouard)
Lot 50 est un canton dans le comté de Queens, Île-du-Prince-Édouard, Canada. Il fait partie de la Paroisse St. John.

## Population
- 880 (recensement de 2001)[1]
- 853 (recensement de 2006)[1]
- 850 (recensement de 2011)[2]

## Communautés
Non-incorporé :
- China Point
- Earnscliffe
- Orwell
- Uigg
- Vernon Bridge
- Vernon River